# Стар, Кеннет
Кеннет Уинстон Старр (англ. англ. Ken Starr, 21 июля 1946[…], Вернон, Техас, США — 13 сентября 2022, Хьюстон, Техас, США) — американский юрист, федеральный судья. Известен как независимый прокурор и обвинитель, который подготовил одноименный доклад, послуживший основой для импичмента президента США Билла Клинтона. С 1994 по 1998 год возглавил расследование в отношении членов администрации Клинтона, известное как скандал Уайтуотер. Ранее Старр занимал должность федерального апелляционного судьи в Суде по апелляциям округа Колумбия с 1983 по 1989 год и был генеральным прокурором США с 1989 по 1993 год во время президентства Джорджа Х. В. Буша.
Старр занимал должность декана Школы права Университета Пеппердин. Позднее он также был президентом и канцлером Университета Бейлор в Уэйко, штат Техас, с июня 2010 года до мая и июня 2016 года соответственно, и в то же время занимал кафедру конституционного права Луизы Л. Моррисон в Юридической школе Бейлора. 26 мая 2016 года, после расследования неудачного обращения Старра с несколькими случаями сексуальных нападений в университете, совет регентов Университета Бейлор объявил о завершении его президентства 31 мая. Совет заявил, что он продолжит работу в качестве канцлера, но 1 июня Старр подал в отставку с этой должности. 19 августа 2016 года Старр объявил, что также уходит с должности профессора с кафедрой в Юридической школе Бейлора, полностью разрывая связи с университетом в результате "взаимного соглашения", после обвинений в том, что он игнорировал обвинения в сексуальных нападениях на территории кампуса. 17 января 2020 года Старр присоединился к юридической команде президента Дональда Трампа во время его первого процесса об импичменте.
Был женат на Алисе Менделл, которая была воспитана в иудаизме, но приняла христианство.

## Ранняя жизнь и образование
Старр родился недалеко от Вернона, Техас, сын Вэнни Мод (Тримбл) и Уилли Д. Старр, вырос в Центервилле, Техас. Его отец был министром в Церквях Христа и также работал парикмахером. Старр учился в Средней школе Сэм Хьюстон в Сан-Антонио и был отличником.
Старр учился в Университете Хардинга, связанном с Церквями Христа, в Сирси, Арканзас, где он был отличником, членом организации Молодые демократы и активно поддерживал протестующих против войны во Вьетнаме. Позже он перевелся в Университет Джорджа Вашингтона в Вашингтоне, округ Колумбия, где получил степень бакалавра искусств по истории в 1968 году. Там он стал членом братства Дельта Фи Эпсилон.
Старр не был призван на военную службу во время войны во Вьетнаме, так как получил классификацию 4-F из-за псориаза. Он работал в предпринимательской программе Southwestern Advantage, а затем поступил в Университет Брауна, где получил степень магистра искусств в 1969 году. Затем Старр учился в Школе права Университета Дьюка, где был редактором журнала Duke Law Journal и окончил его с степенью доктора юриспруденции в 1973 году.

## В культуре
Кеннет Стар стал персонажем третьего сезона телесериала «Американская история преступлений», который вышел на экраны в 2021 году. Его сыграл Дэн Баккедаль.